# Chrysosplenium pilosum
Chrysosplenium pilosum är en stenbräckeväxtart. Chrysosplenium pilosum ingår i släktet gullpudror, och familjen stenbräckeväxter.

## Underarter
Arten delas in i följande underarter:
- C. p. pilosum
- C. p. schagae
- C. p. pilosopetiolatum
- C. p. sphaerospermum
- C. p. valdepilosum

## Bildgalleri

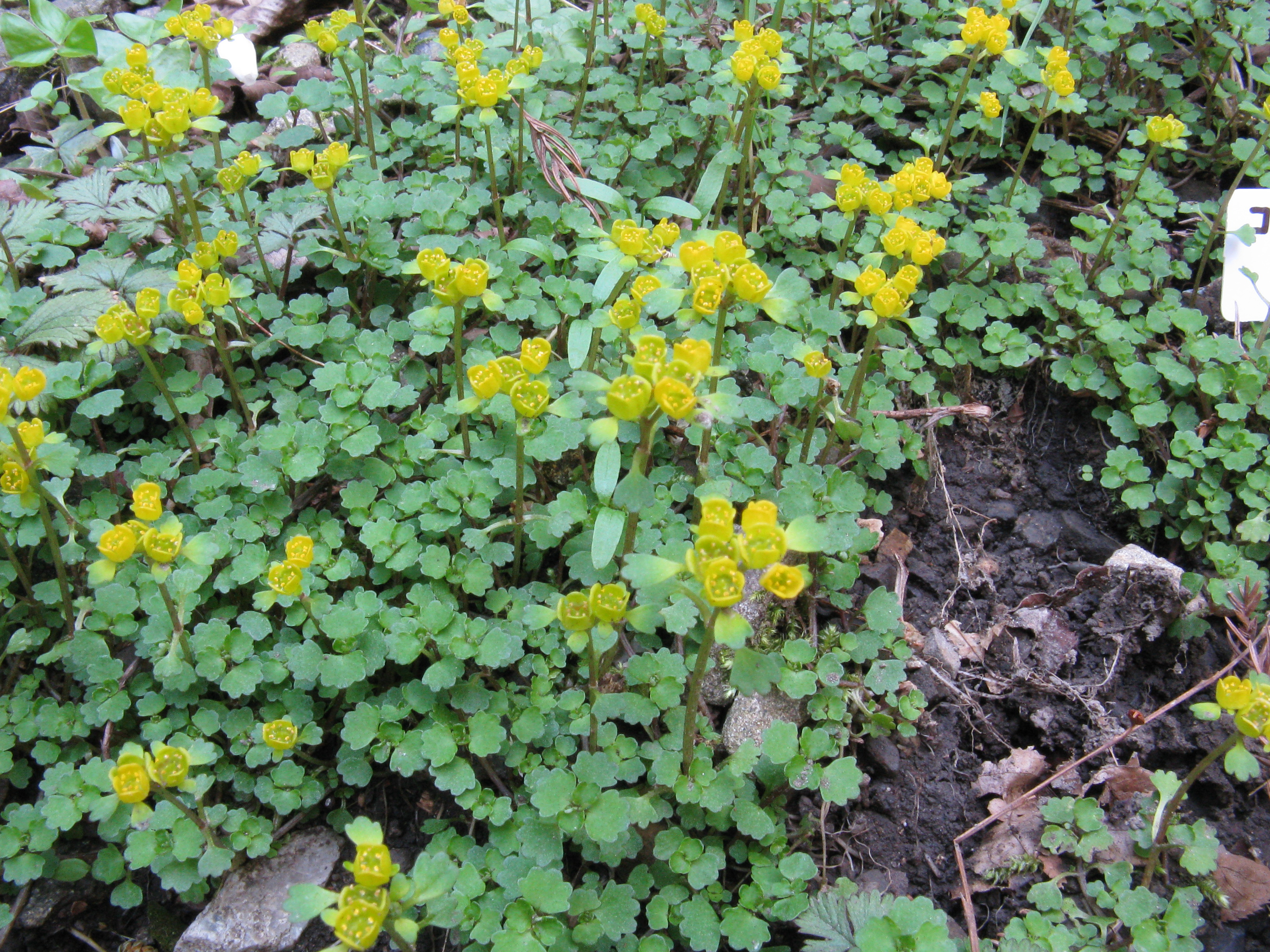
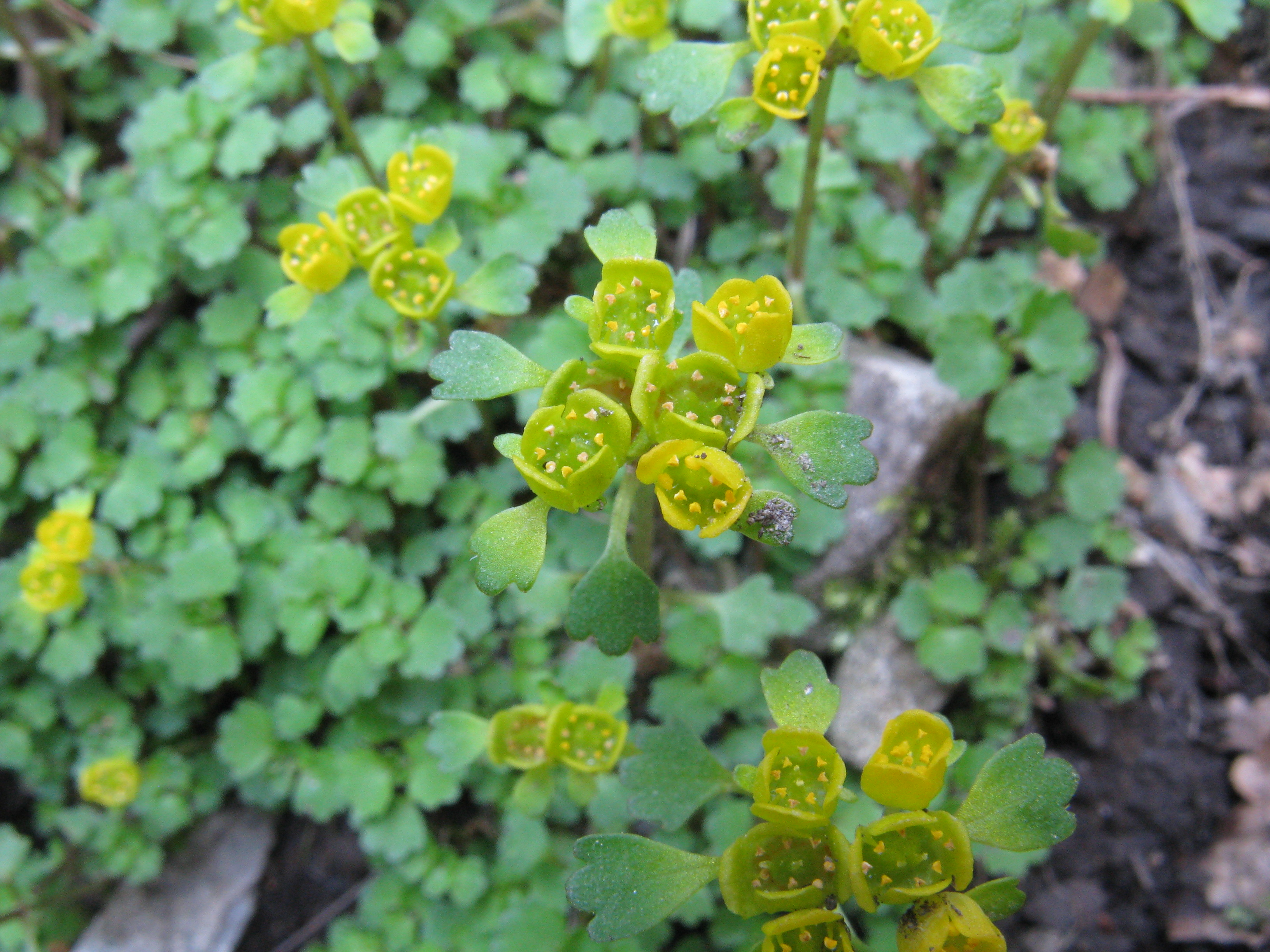